# فوروا
بلدية فوروا (بالإسبانية: Forua)‏ هي بلدية تقع في مقاطعة بيسكاي, التي تقع في منطقة الباسك شمالي إسبانيا.

## وصلات خارجية
- (بالإسبانية)